# アガロース

アガロースの構造

アガロース(agarose) はゲル化しやすい中性多糖。寒天の主要な多糖成分でもある。CAS登録番号は[9012-36-6]。
- 構造　1→3結合β-D-ガラクトースと1→4結合3,6-アンヒドロ-α-L-ガラクトースの交互結合からなる。
- 用途　アガロースゲルは核酸などの生体物質の分離を行うため電気泳動に用いられる。またヒドロキシル基に置換基を導入したセファロースは酵素を含めたタンパク質などを固定化する高分子多糖支持体として優れ、アフィニティークロマトグラフィーなどに用いられる。